# Liste des maires de Strasbourg
Avant la Révolution française, la ville de Strasbourg était dirigée par un ammestre.

## Liste des maires successifs depuis la Révolution
| Nom                                                                        | Nom                                               | Nom                                               | Début du mandat   | Fin du mandat     | Parti                     | Notes |
| -------------------------------------------------------------------------- | ------------------------------------------------- | ------------------------------------------------- | ----------------- | ----------------- | ------------------------- | --- |
| Maires                                                                     |                                                   |                                                   |                   |                   |                           | |
| Révolution                                                                 |                                                   |                                                   |                   |                   |                           | |
|                                                                            | Baron Philippe-Frédéric de Dietrich (1748-1793)   |                                                   | 16 mars 1790      | 22 août 1792      |                           | Industriel |
|                                                                            | Augustin Meinrad Lachausse, (1729-1805)           |                                                   | 22 août 1792      | 17 décembre 1792  |                           | Médecin Maire provisoire nommé par les commissaires Carnot, Prieur et Ritter |
|                                                                            | Bernard-Frédéric de Turckheim (1752-1831)         |                                                   | 17 décembre 1792  | 18 janvier 1793   |                           | Banquier Élu par le conseil général de la commune mais destitué par les commissaires qui nomment Pierre-François Monet |
|                                                                            | Pierre-François Monet (1769-1840)                 |                                                   | 23 janvier 1793   | 8 septembre 1794  |                           | Régent de collège |
|                                                                            | Jean François André (1767-1848)                   |                                                   | 11 septembre 1794 | 16 janvier 1795   | Jacobin modéré            | Avocat |
|                                                                            | Jean Michel Mathieu, (1753-1841)                  |                                                   | 16 janvier 1795   | 4 février 1795    |                           | Magistrat, ancien procureur syndic Député du Bas-Rhin (1803 → 1815) Démissionnaire |
|                                                                            | Maximilien Képler (1758-1837)                     |                                                   | 4 février 1795    | 16 octobre 1795   |                           | Avocat Député du Bas-Rhin (1800 → 1814) Membre du conseil général du Bas-Rhin (1790) |
|                                                                            | Jacques Demichel, (1746-1814)                     |                                                   | 18 octobre 1795   | 6 novembre 1795   |                           | Précepteur |
| Présidents de l'administration municipale                                  |                                                   |                                                   |                   |                   |                           | |
|                                                                            | Louis Chrétien Weyer (1761-1827)                  |                                                   | 6 novembre 1795   | 20 avril 1797     |                           | Négociant Membre du conseil général du Bas-Rhin (1802 → 1803) |
|                                                                            | Jacques Ignace Étienne de Livio, (1749-1830)      |                                                   | 21 avril 1797     | 13 septembre 1797 |                           | Banquier, négociant |
|                                                                            | Jacques-Frédéric Brackenhoffer, (1759-1838)       |                                                   | 13 septembre 1797 | 5 janvier 1798    |                           | Docteur en droit |
|                                                                            | Claude-Hilaire Laurent (1741-1801)                |                                                   | 5 janvier 1798    | 20 avril 1798     |                           | Médecin |
|                                                                            | Jean Valentin Hirschel (1758-1817)                |                                                   | 20 avril 1798     | 14 juillet 1798   |                           | Poissonnier Maire par interim |
|                                                                            | Jacques Demichel, (1746-1814)                     |                                                   | 14 juillet 1798   | 25 février 1799   |                           | Avocat, conseiller de préfecture Maire par interim |
|                                                                            | Jean Nicolas Grandmougin, (1754-1827)             |                                                   | 25 février 1799   | 31 mars 1800      |                           | Magistrat, professeur |
| Maires                                                                     |                                                   |                                                   |                   |                   |                           | |
| Ier Empire - Restauration - IIe République - IIe Empire                    |                                                   |                                                   |                   |                   |                           | |
|                                                                            | Jacques Ignace Étienne de Livio, (1749-1830)      |                                                   | 31 mars 1800      | 6 décembre 1800   |                           | Banquier |
|                                                                            | Jean-Frédéric Hermann (1743-1820)                 |                                                   | 6 décembre 1800   | 22 octobre 1805   |                           | Juriste Ancien député du Bas-Rhin (1795 → 1799) |
|                                                                            | Louis de Wangen de Geroldseck (1760-1836)         |                                                   | 14 février 1806   | 8 septembre 1810  | Centre                    | Propriétaire Député du Bas-Rhin (1824 → 1831) Membre du conseil général du Bas-Rhin (1800 → 1806 et 1808 → 1833) |
|                                                                            | Jacques-Frédéric Brackenhoffer, (1759-1838)       |                                                   | 8 septembre 1810  | 19 septembre 1815 |                           | Docteur en droit Député du Bas-Rhin (1815 → 1819) |
|                                                                            | Jean Daniel Ensfelder (1766-1826)                 |                                                   | 20 septembre 1815 | 25 octobre 1815   |                           | Secrétaire de mairie, premier adjoint Maire par interim |
|                                                                            | François Xavier Antoine de Kentzinger (1759-1832) | Portrait de François Xavier Antoine de Kentzinger | 26 octobre 1815   | 30 août 1830      |                           | Avocat |
|                                                                            | Jean-Frédéric de Turckheim (1780-1850)            | Portrait de Jean-Frédéric de Turckheim            | 30 août 1830      | 15 juillet 1835   | Centre gauche             | Banquier Député du Bas-Rhin (1824 → 1831 et 1836 → 1837) Conseiller général de Strasbourg-Nord (1833 → 1842) |
|                                                                            | Antoine François Lacombe (1774-1840)              |                                                   | 15 juillet 1835   | 11 février 1837   |                           | Notaire royal Adjoint au maire Conseiller d'arrondissement (1833 → 1839) |
|                                                                            | Georges Schützenberger (1799-1859)                | Portrait de Georges Schützenberger                | 1er avril 1837    | 2 mars 1848       | Centre gauche             | Professeur à la Faculté de droit Député du Bas-Rhin (1842 → 1845) Conseiller général de Strasbourg-Sud (1839 → 1848) |
|                                                                            | Guillaume Lauth (1794-1865)                       | Portrait de Guillaume Lauth                       | 2 mars 1848       | 2 mai 1848        | Gauche                    | Négociant, président du Tribunal de commerce Député du Bas-Rhin (1848 → 1849) Maire provisoire |
|                                                                            | Édouard Kratz (1803-1885)                         | Photo d'Édouard Kratz                             | 2 mai 1848        | 24 mars 1851      | Libéral                   | Ancien notaire Conseiller général de Strasbourg-Sud (1848 → 1871) Démissionnaire |
|                                                                            | Désiré François Alexandre Chastelain, (1795-1865) |                                                   | 24 mars 1851      | 23 octobre 1852   |                           | Ancien notaire à Sarre-Union et Strasbourg Adjoint au maire (1848 → 1851) Conseiller général de Strasbourg-Est (1852 → 1861) Maire provisoire |
|                                                                            | Charles Louis Coulaux, (1810-1887)                | Photo de Charles Louis Coulaux                    | 23 octobre 1852   | 19 décembre 1864  | Majorité dynastique       | Directeur de la manufacture d'armes de Klingenthal Député du Bas-Rhin (1852 → 1870) Conseiller général de Rosheim (1852 → 1871) |
|                                                                            | Théodore Humann (1803-1873)                       | Photo de Théodore Humann                          | 19 décembre 1864  | 5 septembre 1870  | Centre gauche             | Juge puis président du Tribunal de commerce Ancien député du Bas-Rhin (1846 → 1848) Conseiller général de Strasbourg-Est (1867 → 1871) (1840) Démissionnaire |
|                                                                            | Maurice Engelhard (1819-1891)                     | Photo de Maurice Engelhard                        | 5 septembre 1870  | 13 septembre 1870 |                           | Avocat au barreau de Strasbourg, bâtonnier (1869 et 1870) |
|                                                                            | Émile Küss (1815-1871)                            | Photo d'Émile Küss                                | 13 septembre 1870 | 1er mars 1871     | Protestataire             | Professeur de médecine, journaliste Député du Bas-Rhin (1871) Ancien conseiller général de Strasbourg-Ouest (1848 → 1852) |
| Période allemande                                                          |                                                   |                                                   |                   |                   |                           | |
|                                                                            | Jules Klein (1830-1897)                           |                                                   | 1er mars 1871     | 8 octobre 1871    |                           | Pharmacien Adjoint faisant fonction de maire |
|                                                                            | Ernest Guillaume Lauth (1827-1902)                | Photo d'Ernest Lauth                              | 9 octobre 1871    | 7 avril 1873      | Protestataire ELP/PAL     | Banquier Député du Reichstag (Strasbourg-Ville) (1874 → 1877) Révoqué |
|                                                                            | Otto Back, (1834-1917)                            |                                                   | 12 avril 1873     | 24 avril 1880     | Libéral                   | Fonctionnaire impérial Président du district de Basse-Alsace (1880 → 1886) Commissaire extraordinaire |
|                                                                            | Georg Friedrich Stempel (1829-1887)               |                                                   | 24 avril 1880     | 10 juillet 1886   |                           | Fonctionnaire Commissaire extraordinaire |
|                                                                            | Otto Back, (1834-1917)                            |                                                   | 23 juillet 1886   | 29 octobre 1906   | Libéral                   | Sous-secrétaire d'État aux Finances (1887) Démissionnaire |
|                                                                            | Rudolph Schwander (1868-1950)                     | Photo de Rudolf Schwander                         | 29 octobre 1906   | 14 octobre 1918   | Réformateur social        | Retraité Adjoint au maire Démissionnaire |
| Entre-deux-guerres                                                         |                                                   |                                                   |                   |                   |                           | |
|                                                                            | Jacques Peirotes (1869-1935)                      | Photo de Jacques Peirotes en 1929                 | 10 novembre 1918  | 1er décembre 1918 | SPD/SFIO                  | Typographe Député du Reichstag (1912 → 1918) Député au Landtag (1911 → 1918) |
|                                                                            | Léon Ungemach, (1844-1928)                        |                                                   | 1er décembre 1918 | 23 janvier 1919   | Droite                    | Industriel Président de la Chambre de commerce de Strasbourg (1918 → 1920) Président de la commission municipale Démissionnaire |
|                                                                            | Frédéric Pfersdorff (1874-1956)                   |                                                   | 23 janvier 1919   | 15 avril 1919     |                           | Avocat au barreau de Strasbourg Président de la commission municipale (1947) Démissionnaire |
|                                                                            | Jacques Peirotes, (1869-1935)                     | Photo de Jacques Peirotes en 1929                 | 15 avril 1919     | 22 mai 1929       | SFIO                      | Typographe Député du Bas-Rhin (1924 → 1932) Conseiller général de Strasbourg-Sud (1919 → 1928) |
|                                                                            | Charles Hueber (1883-1943)                        | Photo de Charles Hueber                           | 22 mai 1929       | 22 mai 1935       | PC-SFIC puis PCO          | Ouvrier serrurier puis gérant d'imprimerie, syndicaliste Député du Bas-Rhin (1924 → 1928) Conseiller général de Strasbourg-Sud (1928 → 1940) |
|                                                                            | Charles Frey (1888-1955)                          | Photo de Charles Frey en 1919                     | 22 mai 1935       | 22 juin 1940      | AD                        | Journaliste Ancien sous-secrétaire d'État (1931 → 1932) Député du Bas-Rhin (1919 → 1936) |
| Occupation nazie                                                           |                                                   |                                                   |                   |                   |                           | |
|                                                                            | Theodor Ellgering, (1897-1962)                    |                                                   | 28 juin 1940      | 5 mars 1941       |                           | Stadtkommissar |
|                                                                            | Robert Ernst, (1897-1980)                         |                                                   | 5 mars 1941       | 23 novembre 1944  | NSDAP                     | Oberstadtkommissar puis Oberbürgermeister |
| Gouvernement provisoire de la République française - IVe et Ve Républiques |                                                   |                                                   |                   |                   |                           | |
|                                                                            | Alfred Federlin (1891-1973)                       |                                                   | 23 novembre 1944  | 27 novembre 1944  | AD                        | Administrateur provisoire Nommé maire par le général Leclerc |
|                                                                            | Charles Frey (1888-1955)                          | Photo de Charles Frey en 1919                     | 27 novembre 1944  | 14 octobre 1955   | RPF                       | Journaliste Ancien député du Bas-Rhin (1919 → 1936) Décédé en fonction |
|                                                                            | Charles Altorffer (1881-1960)                     | Photo de Charles Altorffer vers 1919              | 29 octobre 1955   | 14 mars 1959      | RPF                       | Pasteur, fonctionnaire Adjoint au maire (1947 → 1955) Ancien député du Bas-Rhin (1919 → 1928) |
|                                                                            | Pierre Pflimlin (1907-2000)                       | Photo de Pierre Pflimlin                          | 14 mars 1959      | 14 mars 1983      | MRP puis CDP puis UDF-CDS | Avocat au barreau de Strasbourg Sous-secrétaire d'État/Ministre (entre 1946 et 1962) Député européen (1979 → 1989) Député du Bas-Rhin (8e circ.) (1958 → 1962) Conseiller général de Haguenau (1951 → 1970) Conseiller général de Strasbourg-Est (1971 → 1976) Président du conseil général (1951 → 1960) Président de la CUS (1967 → 1983) |
|                                                                            | Marcel Rudloff (1923-1996)                        | Photo de Marcel Rudloff                           | 14 mars 1983      | 25 mars 1989      | UDF-CDS                   | Avocat au barreau de Strasbourg Adjoint au maire (1971 → 1983) Sénateur du Bas-Rhin (1977 → 1992) Conseiller général de Strasbourg-IV (1976 → 1988) Président du conseil régional (1980 → 1996) Président de la CUS (1983 → 1989) |
|                                                                            | Catherine Trautmann (1951- )                      | Photo de Catherine Trautmann                      | 25 mars 1989      | 27 juin 1997      | PS                        | Spécialiste de langue et littérature copte Secrétaire d'État aux Personnes âgées et aux Handicapés (1988) Députée européenne (1989 → 1997) Députée du Bas-Rhin (1re circ.) (1997) Présidente de la CUS (1989 → 1997) Démissionnaire |
|                                                                            | Roland Ries (1945- )                              | Photo de Roland Ries                              | 27 juin 1997      | 23 juin 2000      | PS                        | Enseignant, consultant en transports publics Conseiller régional d'Alsace (1998 → 2004) Président de la CUS (1997 → 2000) |
|                                                                            | Catherine Trautmann (1951- )                      | Photo de Catherine Trautmann                      | 23 juin 2000      | 25 mars 2001      | PS                        | Spécialiste de langue et littérature copte Ministre de la Culture et de la Communication (1997 → 2000) Présidente de la CUS (2000 → 2001) |
|                                                                            | Fabienne Keller (1959- )                          | Photo de Fabienne Keller                          | 25 mars 2001      | 22 mars 2008      | UDF puis UMP              | Fonctionnaire Députée européenne (2002) Sénatrice du Bas-Rhin (2004 et 2005 → 2019) Conseillère générale de Strasbourg-8 (1992 → 2001) Conseillère régionale d'Alsace (1998 → 2004) Vice-présidente du conseil régional (1998 → 2004) |
|                                                                            | Roland Ries (1945- )                              | Photo de Roland Ries                              | 22 mars 2008      | 4 juillet 2020    | PS puis DVG (app. LREM)   | Enseignant, consultant en transports publics Sénateur du Bas-Rhin (2005 → 2014) Entame en 2014 un 3e mandat de maire de Strasbourg |
|                                                                            | Jeanne Barseghian (1980- )                        | Photo de Jeanne Barseghian                        | 4 juillet 2020    | En cours          | EÉLV → LÉ                 | Juriste, consultante en développement durable 1re vice-présidente de l'Eurométropole de Strasbourg (depuis 2020) |

## Compléments